# Hadwig Pfeifer
Hadwig „Hadi” Pfeifer z d. Lantschner (ur. 22 września 1906 w Innsbrucku, zm. 10 grudnia 2002 tamże) – austriacka i niemiecka narciarka alpejska, trzykrotna medalistka mistrzostw świata. 
Wzięła udział w mistrzostwach świata w Cortina d'Ampezzo w 1932 roku, które były drugą edycją tej imprezy. W zjeździe zajęła trzecie miejsce, za Włoszką Paulą Wiesinger i swą siostrą, Inge Wersin-Lantschner. W slalomie była czwarta, przegrywając walkę o podium z Doreen Elliott z Wielkiej Brytanii. Wyniki te dały jej także brązowy medal w kombinacji, za Szwajcarką Rösli Streiff i swą siostrą. Zdobyła również srebrny medal w biegu zjazdowym podczas mistrzostw świata w Mürren w 1935 roku. W zawodach tych rozdzieliła na podium Christl Cranz z III Rzeszy i Anny Rüegg ze Szwajcarii. Dzień wcześniej była ósma w slalomie, w efekcie w kombinacji była piąta.
Jako reprezentantka Niemiec zajęła 5. miejsce w kombinacji alpejskiej na igrzyskach olimpijskich w Garmisch-Partenkirchen w 1936 roku.
Jej rodzeństwo: Gustav Lantschner, Otto Lantschner, Gerhard Lantschner i Inge Wersin-Lantschner oraz kuzyn Hellmut Lantschner także uprawiali narciarstwo alpejskie.

## Osiągnięcia

### Igrzyska olimpijskie
| Miejsce | Dzień    | Rok  | Miejscowość            | Konkurencja | Czas biegu | Strata    | Zwyciężczyni  |
| ------- | -------- | ---- | ---------------------- | ----------- | ---------- | --------- | ------------- |
| 5.      | 8 lutego | 1936 | Garmisch-Partenkirchen | Kombinacja  | 97,06 pkt  | -5,21 pkt | Christl Cranz |

### Mistrzostwa świata
| Miejsce | Dzień     | Rok  | Miejscowość       | Konkurencja | Wynik      | Strata     | Zwyciężczyni           |
| ------- | --------- | ---- | ----------------- | ----------- | ---------- | ---------- | ---------------------- |
| 3.      | 4 lutego  | 1932 | Cortina d’Ampezzo | Zjazd       | 7:13,8     | +11,2      | Paula Wiesinger        |
| 4.      | 5 lutego  | 1932 | Cortina d’Ampezzo | Slalom      | 2:02,9     | +10,6      | Rösli Streiff          |
| 3.      | 5 lutego  | 1932 | Cortina d’Ampezzo | Kombinacja  | 94,588 pkt | -0,888 pkt | Rösli Streiff          |
| 6.      | 8 lutego  | 1933 | Innsbruck         | Zjazd       | 6:49,4     | +1,15,6    | Inge Wersin-Lantschner |
| DNF     | 10 lutego | 1933 | Innsbruck         | Slalom      | 2:10,4     | -          | Inge Wersin-Lantschner |
| 8.      | 22 lutego | 1935 | Mürren            | Slalom      | 2:23,2     | +16,0      | Anny Rüegg             |
| 2.      | 23 lutego | 1935 | Mürren            | Zjazd       | 3:27,2     | +0,8       | Christl Cranz          |
| 5.      | 23 lutego | 1935 | Mürren            | Kombinacja  | 99,21 pkt  | –4,46 pkt  | Christl Cranz          |